# 井野亜季子
井野 亜季子（いの あきこ、1986年9月28日 - ）は、日本の元女子バレーボール選手である。

## 来歴
東京都江戸川区出身。小学校4年生よりバレーボールを始める。成女学園中から誠英高等学校に進学し、春高バレー・インターハイ等に出場した。
卒業後はVリーグ（プレミアリーグ）の日立佐和リヴァーレに入団し、2005年世界ジュニア選手権で大活躍をして注目される。第12回Vリーグ（2005-06年）は、ルーキーながらシーズン中盤からレギュラーに定着。正確な粘り強いレシーブで、サーブレシーブ賞を受賞する。2006年5月開催の第55回黒鷲旗大会では日立佐和リヴァーレの準優勝に貢献し、ベストリベロに輝く。2006-07Vプレミアリーグにおいて、サーブレシーブ賞を2年連続受賞した。
2006年、全日本代表初選出。同年ワールドグランプリ大会で代表デビュー。世界選手権で世界三大大会に初出場する。
2007年4月末日をもって日立佐和を退社。同年5月よりフランスのプロバレーボールクラブであるRCカンヌで2年間プレーした。このときのチームメイトにはヴィクトリア・ラヴァ（フランス）、ナディア・チェントーニ、ヴァレンティーナ・フィオリン（イタリア）、エヴァ・ヤネヴァ（ブルガリア）がいる。
2009年6月、NECレッドロケッツに入団。第59回黒鷲旗大会でベストリベロ賞を受賞した。
2010年に全日本へ復帰しワールドグランプリに出場、同年11月の世界選手権にレシーバーとして出場し、銅メダルを獲得した。2010-11Vプレミアリーグでは四強入りを果たし、同シーズンのサーブレシーブ賞とレシーブ賞の2冠を獲得した。第60回黒鷲旗大会で準優勝の原動力となった。
2012年、3年間所属していたNECレッドロケッツを離れ、アゼルバイジャン・スーパーリーグのアゼリョル・バクーに移籍した。
2014年1月17日、自身のブログで現役引退を発表。同年5月、自身のブログで今村駿との入籍を公表した。

## 人物・エピソード
キャッチコピー
火の玉リベロは19歳（2006世界バレー）
- 日立佐和時代のコートネームは出身校である誠英高等学校より「セイ」。2006世界バレーでのシャツネームにも「SEI」が用いられた。

## 球歴
- 全日本代表 - 2006年、2010-2012年
- 全日本代表としての主な国際大会出場歴 
  - ワールドグランプリ -　2006年、2010年
  - 世界選手権 - 2006年、2010年

## 受賞歴
- 2006年 - 第55回黒鷲旗全日本バレーボール選手権大会 ベストリベロ賞
- 2006年 - 第12回Vリーグ サーブレシーブ賞
- 2007年 - 2006-07 Vプレミアリーグ　サーブレシーブ賞
- 2010年 - 第59回黒鷲旗大会 ベストリベロ賞
- 2011年 - 2010-11Vプレミアリーグ サーブレシーブ賞、レシーブ賞
- 2011年 - 第60回黒鷲旗全日本バレーボール選手権大会 ベストリベロ賞

## 所属チーム
- 平井南小
- 成女学園中
- 誠英高等学校
- 日立佐和リヴァーレ（2005-2007年）
- RCカンヌ（2007-2009年）
- NECレッドロケッツ（2009-2012年）
- アゼリョル・バクー（2012-2013年）